# Нова-Весь (Краковский повет)
Но́ва-Весь (пол. Nowa Wieś) — село в Польше в сельской гмине Скала Краковского повета Малопольского воеводства.

## География
Село располагается в 2 км от административного центра сельской гмины города Скала и в 20 км от административного центра воеводства города Краков.
В 1975—1998 годах село входило в состав Краковского воеводства.

## Население
По состоянию на 2013 год в селе проживало 297 человека.
| 1827 | 2008 | 2013 |
| ---- | ---- | ---- |
| 82   | 290  | 297  |

| Перепись  | Всего   | Всего | Женщины | Женщины | Мужчины | Мужчины |
| --------- | ------- | ----- | ------- | ------- | ------- | ------- |
| Единицы   | человек | %     | человек | %       | человек | %       |
| Население | 297     | 100   | 149     | 50,16   | 148     | 49,84   |